# Ломско
 Тази статия е за историко-географската област.  За общината вижте Лом (община).  
Ломско е историко-географска област в Северозападна България, около град Лом.
Територията ѝ съвпада приблизително с някогашната Ломска околия, а днес включва общините Лом, Вълчедръм, Медковец и Якимово, почти цялата община Брусарци (без Одоровци от Белоградчишко), както и селата Септемврийци и Ярловица днес в община Димово и Динково, Дреновец, Роглец и Тополовец днес в община Ружинци. Разположена е в западната част на Дунавската равнина. Граничи с Олтения на север, Оряховско на изток, Монтанско на юг и Белоградчишко и Видинско на запад.